# Drudkh
Drudkh là một ban nhạc black metal người Ukraina. Đội hình nhóm gồm Roman Saenko (cựu thành viên của Hate Forest và Dark Ages), Thurios (cựu thành viên của Astrofaes), Krechet và Vlad. Cả bốn người đều từng là thành viên của ban nhạc Blood of Kingu trước khi nhóm tan rã. Lời bài hát và chủ đề nghệ thuật của nhóm khai thác về thần thoại Slav và chủ nghĩa dân tộc Ukraina. Nhiều ca từ của ban nhạc bắt nguồn từ những tác phẩm của các thi sĩ Ukraina ở thế kỷ 19 và 20, gồm Oleksandr Oles, Oleh Olzhych, Maik Yohansen, và đặc biệt là Taras Shevchenko.
Drudkh đặc biệt giữ bí mật về nhóm suốt sự nghiệp, ngay cả với một ban nhạc black metal, họ không trả lời phỏng vấn và phát hành lời bài hát ở một số album. Từ lúc thành lập cho đến năm 2009, Drudkh chưa có trang web chính thức nào, nhưng vào tháng 5 năm 2009, Season of Mist đã khởi động trang Myspace chính thức, do hãng thu âm hoạt động thay vì ban nhạc.
Từ "drudkh" xuất phát từ chữ tiếng Phạn, nghĩa là "rừng" hoặc "cây".

## Lịch sử hoạt động
Drudkh đã phát hành 11 album, hai đĩa EP, bốn đĩa split và hai đĩa tuyển tập từ những sáng tác ở các đĩa split và EP đầu của ban nhạc. Những sản phẩm đầu tiên của nhóm được phát hành trên CD thông qua hãng thu âm extreme metal Supernal Music của Anh, ngoại trừ đĩa EP đầu tiên (được phát hành trên đĩa vinyl), và đĩa EP thứ hai trên vinyl thông qua hai hãng thu âm black metal của Phần Lan, Northern Heritage và Faustian Distribution. Những sản phẩm gần đây của họ được phát hành qua hãng Season of Mist, hãng này cũng xuất bản những phiên bản remaster (tái xử lý hậu kỳ) các album đầu của ban nhạc dưới dạng hộp đĩa quang.
Album đầu tiên Forgotten Legends của ban nhạc được phát hành vào ngày 18 tháng 8 năm 2003. Album thể hiệu chất âm thanh sử thi mang thương hiệu của nhóm; ba bài và một đoạn outro của album kéo dài gần 40 phút, bài có thời lượng dài nhất là "False Dawn" dài gần 16 phút. Tạp chí Terrorizer đã đưa Forgotten Legends vào danh sách Top 40 album black metal của ấn phẩm.
Autumn Aurora ra mắt sau đó vào ngày 28 tháng 11 năm 2004. Nhạc phẩm vừa tiếp nối điệu nhạc và bầu không khí chung ở album trước, vừa tạo ra khác biệt nhờ kết hợp tiếng đàn synthesizer và các nhạc cụ khác như đàn keyboard. Autumn Aurora thường được xem là album hay nhất của Drudkh, tuy nhiên một vài người hâm mộ lại dành danh hiệu đó cho tác phẩm sau là Blood in Our Wells. Đĩa nhạc này gặt hái thành công lớn về mặt phê bình: chẳng hạn như nhạc phẩm được trang web-zine Chronicles of Chaos lựa chọn là album hay nhất năm.
Sau album Autumn Aurora, Amorth (chơi trống và keyboard)  tham gia ban nhạc và thay thế cho Yuriy.
The Swan Road (Лебединий шлях) được phát hành vào ngày 14 tháng 3 năm 2005, đánh dấu một vài cột mốc trong lịch sử ban nhạc. Tác phẩm được đón nhận tốt và là album đầu tiên của Drudkh có phần lời bằng tiếng Ukraina, toàn bộ được chuyển thể hoặc trích dẫn trực tiếp từ tác phẩm  Haidamaki (1841) của Taras Shevchenko, kể lại về cuộc khởi nghĩa chống Ba Lan của Ukraina vào năm 1768. Tập sách CD của album có chứa bản in sổ tay của Shevchenko, chúng bị nhiều người hâm mộ ngoài Ukraina tưởng nhầm là phần lời bài hát. Có thể nói việc bổ sung thơ của Shevchenko đã mang lại cho nhạc của Drudkh màu sắc dân tộc rõ rệt hơn, và xu hướng này tiếp diễn ở album tiếp theo.
Ngày 23 tháng 3 năm 2006, Drudkh phát hành Blood in Our Wells (Кров у наших криницях), qua hãng Supernal Music, với ẩn bản đặc biệt (số lượng 1000 bản có hạn đánh số tay) và ấn bản CD thông thường. Ở album này, thơ ca từ bốn nhà thơ Ukraina ở thế kỷ 19 và 20 (tính cả Oleksandr Oles và Lina Kostenko) được lấy làm chất liệu ca từ, và chính album được dành tặng tri ân tới Stepan Bandera, thủ lĩnh của Tổ chức chủ nghĩa dân tộc Ukraina. Về mặt âm nhạc, album đưa thêm những ảnh hưởng của progressive rock và tăng cường sử dụng các đoạn solo của heavy metal truyền thống, đồng thời vẫn giữ được truyền thống kết hợp giữa black metal và nhạc dân gian Ukraina của nhóm. Do một số bài dựa theo bộ phim đề tài thi ca của Ukraina là Mamay (2003), album sử dụng nhiều yếu tố điện ảnh hơn so với các tác phẩm trước. Đây là đĩa nhạc đầu tiên của Drudkh xuất hiện trong danh sách Top 40 nhạc phẩm hay nhất năm của Terrorizer, khi xếp ở vị trí số 35.
Ngày 19 tháng 10 năm 2006, Drudkh phát hành Songs of Grief and Solitude (Пісні скорботи і самітності). Đĩa nhạc này mang âm hưởng nhạc dân gian, phần nhạc chủ yếu chứa các yếu tố giai điệu từ những sáng tác trước của Drudkh (ví dụ bài "The Cranes Will Never Return Here" dựa trên một đoạn riff từ bài "Solitude" ở album Blood in Our Wells, còn "Archaic Dance" dựa trên một đoạn riff từ bài "Glare of 1768" ở album The Swan Road). Đây là tác phẩm thuần nhạc khí, hầu như không có tiếng trống và nổi bật là  tiếng của nhạc cụ bộ hơi. Album nhận về những đánh giá trái chiều, một vài người mộ phê bình ban nhạc vì đã tái sử dụng chất liệu cũ, một số khác lại khen sự tái xây dựng triệt để âm thanh riêng của chính ban nhạc.
Ngày 16 tháng 4 năm 2007, Supernal Music phát hành album Anti-Urban của Drudkh - một sản phẩm vinyl màu 45-RPM 10 inch với số lượng 999 bản có đánh số tay có hạn, chứa các bài độc quyền chỉ dành cho các khách hàng của Supernal Music.Sau đó Season of Mist tái phát hành album dưới dạng mini CD vào năm 2009, nằm trong phiên bản box-set đặc biệt của Microcosmos), và tác phẩm cũng nằm trong tuyển tập Eastern Frontier in Flames của ban nhạc.
Mùa thu năm 2008, ban nhạc ký hợp đồng với hãng thu âm Season of Mist của Pháp. Vào ngày 22 tháng 6 (tức ngày 14 tháng 7 tại Hoa Kỳ) năm 2009, album thứ bảy mang tên Microcosmos của Drudkh được phát hành thông qua hãng thu âm Underground Activists, và do Season of Mist ấn hành. Bản CD chuẩn là một hộp đĩa quang; bản box set giới hạn cũng chứa bản tái phát hành Anti-Urban. Phần lời một lần nữa được trích từ tác phẩm của các nhà thơ Ukraina như Ivan Franko, Oleh Olzhych hay Bohdan Rubchak. Đoạn outro sử dụng sample từ Assassination. Album này được giới phê bình ngợi khen, xếp thứ 11 trong Top 40 album hay nhất năm 2009 của Terrorizer và đứng thứ ba trong Top 30 album nhạc metal hay nhất năm 2009 của Haunting the Chapel (phụ phẩm nhạc metal của Stereogum).
Tháng 11 năm 2009, Season of Mist bắt đầu tái phát hành toàn bộ danh mục sản phẩm âm nhạc của Drudkh, bắt đầu bằng các đĩa tái bản remaster (tái xử lý hậu kỳ) của Forgotten Legends và Autumn Aurora, và kết thúc bằng các phiên bản mới của Songs of Grief and Solitude và Estrangement vào tháng 6 năm 2010.
Album dài thứ tám của Drudkh mang tên Handful of Stars (Пригорща зірок) được phát hành vào ngày 21 tháng 9 năm 2010 thông qua Season of Mist. Giới phê bình và người hâm mộ nhận thấy những thay đổi của ban nhạc về mặt phong cách và âm thanh: tác phẩm nghe rõ hơn so với các tác phẩm trước và mang ảnh hưởng từ post-rock. Vì thế mà đĩa nhạc thu về những đánh giá trái chiều, song vẫn xuất hiện trong Top 50 album hay nhất năm 2010 của Haunting the Chapel (đứng thứ tám). Và phần lời tiếp tục sử dụng thơ của các thi sĩ Ukraina như Oleksa Stefanovych và Svyatoslav Gordynskyj. Bên cạnh album dài mới của Drudkh, nhóm cũng phát hành mini album Slavonic Chronicles - sản phẩm gồm hai bản cover nhạc của Master's Hammer và Sacrilegium. Tác phẩm được phát hành chỉ ở định dạng CD kèm một bản đặc biệt của Handful of Stars, đồng thời ra mắt dưới dạng đĩa LP 10", gồm cả một thẻ tải nhạc để lấy bản nhạc số của sản phẩm. Đối lập với Handful of Stars, Slavonic Chronicles mang phong cách tương đồng với các tác phẩm cũ như Blood in Our Wells.
Định hướng post-rock xuất hiện ở Handful of Stars đã được phát triển thành một dự án có tên gọi Old Silver Key, do các thành viên của Drudkh cùng nhạc sĩ người Pháp Neige của Alcest khởi xướng. Siêu ban nhạc này ký hợp đồng với Season of Mist và phát hành đĩa nhạc đầu tay có tên gọi Tales of Wanderings vào ngày 16 tháng 9 (tức ngày 27 tháng 9 ở Bắc Mỹ) năm 2011.
Album Eternal Turn of the Wheel của Drudkh được thu âm vào mùa hè năm 2011, rồi được phát hành vào ngày 24 tháng 2 (tức ngày 13 tháng 3 ở Bắc Mỹ) năm 2012, thông qua Season of Mist.
Album thứ mười của Drudkh là A Furrow Cut Short được phát hành vào ngày 20 tháng 4 năm 2015.

## Tranh cãi

### Chính trị
Drudkh bị cáo buộc là một ban nhạc thuộc trào lưu black metal Quốc Xã (NSBM). Ban nhạc đã phủ nhận điều này và phủ nhận liên hệ tới phát xít hay bất kỳ hệ tư tưởng chính trị nào khác. Tuy nhiên, Hate Forest (ban nhạc cũ của Saenko) lại thể hiện sự phản cảm liên quan đến trào lưu NSBM, và nhạc của Drudkh có chi tiết liên hệ tới Quân đội nổi dậy Ukraina - một đội quân theo chủ nghĩa dân tộc Ukraina từ Thế chiến II. Một chi tiết liên hệ nữa là bài thứ sáu (và cũng là bài cuối) của album Blood in Our Wells , có nhan đề "Ukrainian Insurgent Army", cái tên này được đặt theo thực thể do phe Bandera của Tổ chức chủ nghĩa dân tộc Ukraina thành lập. Album ấy cũng được cho là để dành tặng tưởng nhớ Stepan Bandera - một nhân vật theo chủ nghĩa dân tộc Ukraina và gây ý kiến chia rẽ trong lịch sử Ukraina
Nói về quan hệ của nhóm với Konstantin Zmievsky (tay trống của Khors), Saenko đã bác bỏ cáo buộc theo chủ nghĩa phát xít: "Tôi đã diễn cùng Astrofaes từ năm 1996 đến 2000 trong bốn năm, chúng tôi chơi nhạc black metal với phong cách ca từ của black metal, và chúng tôi chẳng bao giờ quan tâm đến Quốc Xã, tân Quốc Xã hay mấy thứ như thế." Anh cũng nói thêm: "Tôi biết rất rõ về họ và họ chẳng bao giờ theo Quốc Xã hay tân Quốc Xã đâu."

## Thành viên
Hiện tại
- Roman Saenko (Роман Саєнко) – guitar (2003–nay)
- Thurios (Roman Blahykh, Роман Благих) – hát, guitar (2003–nay)
- Krechet – bass (2006–nay)
- Vlad (Vladyslav Petrov, Владислав Петров) – trống, keyboard (2006–nay)

## Danh sách đĩa nhạc
Album phòng thu
- Forgotten Legends (2003)
- Autumn Aurora (2004)
- The Swan Road (2005)
- Blood in Our Wells (2006)
- Songs of Grief and Solitude (2006)
- Estrangement (2007)
- Microcosmos (2009)
- Handful of Stars (2010)
- Eternal Turn of the Wheel (2012)
- A Furrow Cut Short (2015)
- They Often See Dreams About the Spring (2018)
- All Belong to the Night (2022)

EP
- Anti-Urban (2007)
- Slavonic Chronicles (2010)

Tuyển tập
- Eastern Frontier in Flames (2014; tập hợp sáng tác của ban nhạc từ các đĩa EP và đĩa split tới nay)
- A Few Lines in Archaic Ukrainian (2019; tập hợp các bài hát từ ba đĩa split gần nhất của nhóm tính đến nay)